# 가족, 사유재산, 국가의 기원
《가족, 사유재산, 국가의 기원》(독일어: Der Ursprung der Familie, des Privateigenthums und des Staats)은 프리드리히 엥겔스가 1884년 출판한 유물사관 논문이다. 이 논문은 루이스 헨리 모건의 책, 《고대 사회》(Ancient Society)에 대한 카를 마르크스의 주석을 기반으로 한다. 또한 이 책은 초기 인류학적 저술이며 가족 경제학에 대한 최초의 저술 중 하나이다. 

## 배경
사상적 동반자이자 친구인 카를 마르크스가 1883년 죽은 이후, 프리드리히 엥겔스는 실제로 마르크스의 다양한 저술을 정리하고 출판을 준비하여 마르크스 사상의 실행자로 활동하였다. 엥겔스가 자신의 시간을 전부 이러한 활동에 쓴 것은 아니었고 자기 자신만의 관심에 대한 독서와 저술을 이어나가려고 하였다. 1883년 저술한 《자연변증법》의 원고가 완성되지도 출판되지도 않은 상태로 남은 반면, 취리히에서 1884년 봄에 출판된 《가족, 사유재산, 국가의 기원》은 대단한 성공을 거두었다. 
엥겔스는  초기 인류학자 루이스 헨리 모건의 《고대 사회》에 대하여 마르크스가 손으로 쓴 요약을 읽은 후 《가족의 기원》 저술을 1884년 4월 초에 시작하여 5월 26일에 완료하였다. 엥겔스는 마르크스가 모건이 처음 제기한 아이디어에 대한 책 길이의 비평적 논의를 의도하였다고 믿었으며, 마르크스의 문학적인 지령을 충족하는 수단으로서 원고를 출판하기로 결심하였다. 엥겔스는 자신의 저술 동기를 인정하는 것을 잊지 않았으며, 초판 서문에서 "자신의 유물사관과 관련하여 모건의 연구 결과를 드러낸 영예는 마르크스에게 있다."고 언급하였다. 

## 내용
《가족, 사유재산, 국가의 기원》은 《고대 사회》에 대한 집중적 논의에서 시작한다. 《고대 사회》는 엥겔스의 시대에 일반적으로 이해되던 바와 같이 인류의 발전의 주요 단계를 서술하였다. 이 책은 인간 사회에서 최초의 가정(domestic) 집단은 가족이 아니라 모계 집단이라고 주장하였다. 엥겔스는 루이스의 《고대 사회》를 요약하며 모건의 견해를 따른다. 모건은 미국의 변호사였으며, 미국 원주민의 토지 권리를 옹호하여, 이로쿼이 세네카족의 명예 부족원이 되었다. 전통적으로 이로쿼이족은 롱하우스(모계에 기반한 긴 공동 주택)에서 거주하였으며 처가살이를 하였다. 엥겔스는 모건의 모계 집단의 발굴의 이론적 중요성을 강조하였다. 
모건과 엥겔스에 따르면 원시 공산제는 여성이 자신의 자매와 살며 "나의 자매의 아이는 나의 아이"라는 원리를 적용하는 모계 집단을 기반으로 한다. 이들은 함께 살면서 일하기 때문에 이러한 공동 가구에서 사는 여성은 다른 여성에 대하여 강한 연대감을 느끼며 필요할 때는 비협조적인 남성에 대하여 조치를 취할 수 있게 된다. 모건에 따르면 양도 가능한 재산의 등장은 시집살이와 부계로의 이행을 촉발하여 여성의 힘을 약화시켰다. 